# گازپروم نفت
گازپروم نِفت (به روسی: Газпром нефть) چهارمین شرکت نفتی روسی است، که به‌عنوان شرکت تابعه و بخش عملیات نفتی گازپروم فعالیت می‌کند.
شرکت گازپروم نفت در سال ۱۹۹۵ در پی ادغام ۳ شرکت نفتی روسی و تحت نام سیب‌نفت، توسط شرکت روس‌نفت راه‌اندازی شد. سپس در سال‌های ۱۹۹۶ و ۱۹۹۷ طی فرایند خصوصی‌سازی، سهام این شرکت توسط رومن آبراموویچ و بوریس برزوفسکی خریداری شد، که در نهایت در سپتامبر ۲۰۰۵ معادل ۷۵ درصد از سهام آن، به ارزش ۱۳٫۱ میلیارد دلار، به وسیلهٔ گازپروم خریداری و در ماه مه ۲۰۰۶ نام آن به گازپروم نِفت تغییر پیدا کرد.
این شرکت در حال حاضر ۱۰٪ از سهم بازار استخراج نفت و معادل ۱۴٫۶٪ از بنزین روسیه را تولید می‌کند و به‌عنوان سومین شرکت پالایش نفت روسیه شناخته می‌شود.
دفتر مرکزی شرکت گازپروم نفت در شهر سن پترزبورگ، روسیه قرار دارد و بخشی از سهام آن در بازارهای بورس لندن، بورس مسکو و بورس فرانکفورت معامله می‌شود. هم‌اکنون شرکت گازپروم با در اختیار داشتن ۹۶٪ از سهام گازپروم نفت، مالک اصلی آن به‌شمار می‌آید.